# Spleen United

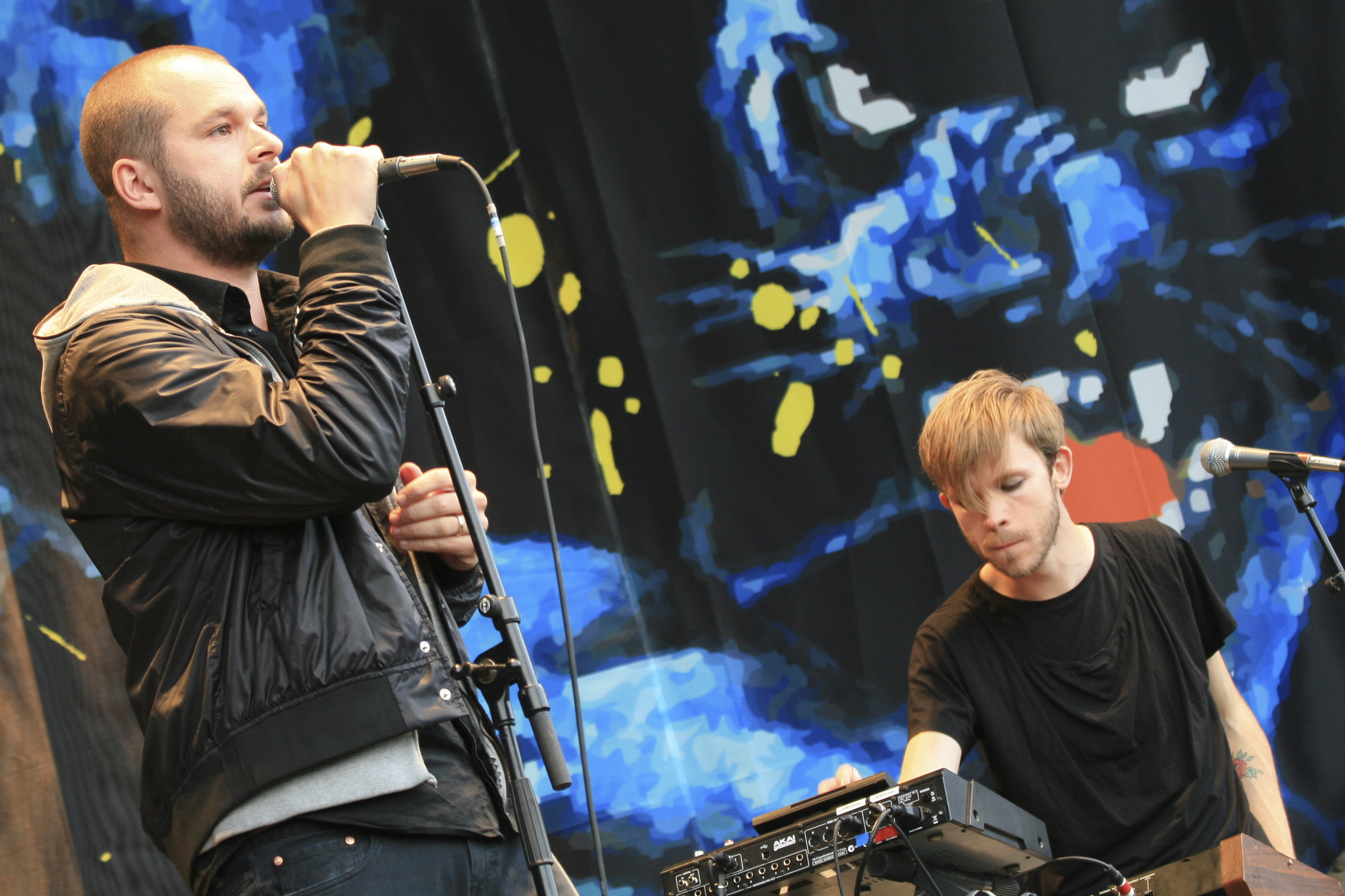
Spleen United op het door Denemarken rondreizende festival Grøn Koncert. Hier in Aalborg op 20 juli 2008.

Spleen United is een Deense electrorockband. De bandleden zijn de broers Bjarke (zang/gitaar) en Gaute Niemann (bas/synthesizer), Kasper Nørlund (synthesizer/achtergrondzang), Rune Wehner (synthesizer) en Janus Nevel Ringsted (drums). De band is in 2002 in Aarhus opgericht.  
Het debuutalbum 'Godspeed into the Mainstream' verscheen in 2006. Het tweede album 'Neanderthal' werd op 21 januari 2008 uitgebracht en de singles daarvan waren achtereenvolgens 'My Tribe', 'Suburbia', '66' en 'Failure 1977'. 'Surburbia' is in remix verschenen door Juan Maclean en andere remixers zoals VHS en BETA.
Van 16 april tot 17 april 2010 hield Spleen United een non-stop 24 hour improvisatiesessie - van zonsopkomst tot zonsopkomst. Hiervoor hebben ze de website sunsettosunset.com in het leven geroepen.
Eind 2012 werd de single "Hibernation" uitgebracht, die door Nokia werd gesponsord en er werd een website gestart, opensongproject.com, waar bezoekers de song kunnen remixen.

## Discografie

### Studioalbums
- Godspeed into the Mainstream (2006)
- Neanderthal (2008)
- Sunset To Sunset (2010)

### Singles
- "Heroin Unlimited"
- "Spleen United"
- "In Peak Fitness Condition"
- "She Falls in Love with Machines"
- "My Tribe"
- "Suburbia"
- "66"
- "Failure 1977"
- "Sunset to Sunset"